# Incident d'Ōsaka
L'Incident d'Ōsaka (大阪事件, Ōsaka jiken) est un évènement politique de décembre 1885 lors duquel des membres du Mouvement pour la liberté et les droits du peuple dont Fukuda Hideko cherchent à soutenir une tentative de coup d'Etat en Corée de manière à y voir s'établir un régime soutenant la modernisation du pays. 139 personnes sont arrêtées et emprisonnées par les autorités japonaises,.

## Sources